# Winning Time - L'ascesa della dinastia dei Lakers
Winning Time - L'ascesa della dinastia dei Lakers (Winning Time: The Rise of the Lakers Dynasty) è una serie televisiva statunitense ideata da Adam McKay, Jim Hecht e Max Borenstein per HBO e tratta dal libro Showtime: Magic, Kareem, Riley, and the Los Angeles Lakers Dynasty of the 1980s di Jeff Pearlman. Vede un cast corale guidato da John C. Reilly, Jason Clarke, Jason Segel, Gaby Hoffmann, Rob Morgan e Adrien Brody. La serie ha debuttato il 6 marzo 2022.

## Trama
Adattamento televisivo sulle vite personali e professionali della squadra di pallacanestro dei Los Angeles Lakers negli anni '80. La prima stagione si focalizza sulla stagione NBA 1979-1980, il primo anno di Jerry Buss come proprietario e l'esordio di Magic Johnson. La seconda stagione si svolge tra il 1980 e il 1984.

## Episodi
| Stagione         | Episodi | Prima TV USA | Prima TV Italia |
| ---------------- | ------- | ------------ | --------------- |
| Prima stagione   | 10      | 2022         | 2022            |
| Seconda stagione | 7       | 2023         | 2023            |

## Produzione

### Sviluppo
Il 20 aprile 2014 lo sceneggiatore Jim Hecht è andato in aereo fino alla casa del redattore sportivo Jeff Pearlman. Ha proposto un adattamento del best-seller di Pearlman Showtime: Magic, Kareem, Riley and the Los Angeles Lakers Dynasty che sarebbe stata analoga alla serie Friday Night Lights. Nel 2015 il produttore Kevin Messick ha convinto Adam McKay a dirigere il pilota e a produrre la serie.
Nell'aprile 2019 HBO ha ordinato il pilota della serie, il quale è stato scritto da Max Borenstein con il soggetto di Borenstein e Hecht. La serie era inizialmente citata con il titolo di lavorazione Showtime, per il libro di Pearlman e l'epoca dei Lakers che l'ha inspirata. Nell'estate seguente, la serie era descritta senza titolo, con il dirigente di HBO Casey Bloys che ha riconosciuto che il titolo avrebbe creato confusione sul mercato dato che uno dei concorrenti di HBO ha lo stesso nome. Nel dicembre 2019 HBO ha dato il via alla produzione. L'8 dicembre 2021 HBO ha annunciato che la serie sarebbe stata intitolata Winning Time: The Rise of the Lakers Dynasty; secondo Bloys, "Winning Time" è la frase che era già stata associata a Magic Johnson.
Il 7 aprile 2022 HBO ha rinnovato la serie per una seconda stagione. Nel luglio 2022 è stato comunicato che Salli Richardson-Whitfield, oltreché come regista, si è unita alla seconda stagione come produttrice esecutiva.
Il 17 settembre 2023 HBO ha cancellato la serie dopo due stagioni.

### Riprese
La lavorazione della prima stagione è iniziata a Los Angeles il 12 aprile 2021 e si è conclusa il 31 ottobre seguente. La produzione della seconda stagione è partita il 24 agosto 2022.

## Distribuzione
Negli Stati Uniti la serie è stata trasmessa su HBO dal 6 marzo 2022 al 17 settembre 2023.
In Italia è andata in onda dal 2 giugno 2022 al 9 ottobre 2023 su Sky Atlantic.

### Home media
Negli Stati Uniti, la prima stagione è disponibile dal 4 ottobre 2022 in Blu-ray e DVD.

## Accoglienza
La prima stagione ha ricevuto recensioni positive dalla critica. Rotten Tomatoes
riporta l'85% delle recensioni professionali positive, con un voto medio di 7,60 su 10 basato su 61 critiche. Il consenso critico del sito web indica: «Allegramente eccessiva sia nel genere che nello scopo, Winning Time associa un esagerato elenco di personaggi con stile sferzante per consegnare una perfetta schiacciata.» Metacritic, invece, ha assegnato un punteggio di 68 su 100 basato su 29 recensioni, indicando "recensioni generalmente positive".
La seconda stagione ha ricevuto recensioni positive dalla critica. Rotten Tomatoes riporta l'87% delle recensioni professionali positive, con un voto medio di 7,40 su 10 basato su 15 critiche. Il consenso critico del sito web indica: «Cercare di difendere il titolo è arduo, ma la seconda stagione di Winning Time tiene il passo come alcuni dei migliori posti a bordo campo nella storia dello sport che la televisione possa fornire.» Metacritic, invece, ha assegnato un punteggio di 70 su 100 basato su 12 recensioni, indicando "recensioni generalmente positive".